# Lesaka
Lesaka (oficialment en basc, en castellà Lesaca) és un municipi de Navarra, a la comarca de Bortziri, dins la merindad de Pamplona.

## Topònim
Sobre el nom del poble, aquest és d'origen desconegut. Ningú sap amb certesa què significa o quin origen té. El basc-francès Jean-Baptiste Orpustan, professor de literatura basca i expert en toponímia, opinava que Lesaka era una versió llatinitzada del topònim Latsaga, que significa lloc del rierol; definició que d'altra banda s'ajusta bé a la descripció de Lesaka, on el rierol Onin divideix de forma cridanera el poble en dues parts. Per a Julio Caro Baroja Lesaka era un topònim molt antic que havia de posar-se en relació amb altres topònims acabats en el sufix -aka com les localitats biscaïnes de Mundaka o Meñaka o l'aragonesa Jaca. Julio Caro Baroja pensava que aquests estaven relacionats amb un estat més antic del sufix basc -aga, que indica lloc; i sospitava que tenia un origen cèltic.

## Eleccions municipals 2007
Tres partits van presentar candidatura a aquest municipi; EAJ-PNB, EA, i una agrupació independent del municipi. Aquests van ser els resultats: 
- Eusko Alderdi Jeltzalea - Partit Nacionalista Basc: 658 vots (5 escons).
- Onin Udal Taldea: 451 (4 escons).
- Eusko Alkartasuna: 261 (2 escons); malgrat ser la tercera força, va obtenir l'ajuntament.

## Persones il·lustres
- Xabier Silveira (Bertsolari)
- Tasio Erkizia, professor i polític.
- Elías Garralda, pintor paisatgista.

## Anècdotes
El gener de 2007 es va trobar a Lesaka un zulo de l'organització terrorista ETA